# 旧山内家下屋敷長屋
旧山内家下屋敷長屋（きゅうやまうちけしもやしきながや）は、高知県高知市にあった山内家の下屋敷内に建てられた長屋。通称は散田邸。国の重要文化財。旧山内家下屋敷長屋展示館として一般公開されている。

## 概要
幕末の元治元年（1866年）に土佐藩15代藩主山内容堂の下屋敷（南御屋敷）として、侍屋敷7軒を召し上げて建設された武家屋敷内に建てられた長屋である。当長屋は屋敷の警護に就く多数の足軽が宿泊するために建設されたものとされる。
下屋敷（別邸）は明治時代は拡張され、山内家の本邸として使用されていたが、戦後に売却されて跡地はホテル三翠園になっている。現在は当長屋のほか、門と物見亭が現存する。物見亭は慶応3年（1867年）2月に容堂と西郷隆盛が会見した場所として著名である。当長屋はホテル三翠園の外構の一部として保存され、1978年（昭和53年）に高知市に譲渡された。ホテルに隣接する鷹匠公園とパーキングは山内南屋敷跡にあたる。

## 展示内容
- 1階（5室+土間）
- 春木南溟筆の山水屏風や能茶山焼の花筒
- 幕末から明治時代の家具、民具
- 2階（特別展示室）
  - 土佐藩船夕顔丸などの和船模型
  - 土佐の人物40名をパネル展示

## 利用情報
- 入館無料
- 休館日 - 12月26日 - 1月1日
- 開館時間 - 9:00 - 17:00

## 建築概要
- 起工 - 1864年
- 竣工 - 1866年
- 構造・規模 - 桁行17間半（約33m）、梁間2間半、木造2階建、入母屋造
- 備考 - 1979年に国の重要文化財に指定

## 交通アクセス
- 土佐電鉄 県庁前停留場 徒歩2分

## 周辺
- 高知城
- 鏡川
- 筆山公園（山内家歴代墓所）
- 山内神社
- 土佐山内家宝物資料館
- 高知市立龍馬の生まれた町記念館